# Kogel (monte)
Il monte Kogel con 2.100 m s.l.m. è una cima delle Alpi di Kamnik e della Savinja della sezione Alpi di Carinzia e di Slovenia.